# William Phillips (général)
Pour les articles homonymes, voir William Phillips et Phillips.
William Phillips, né en 1731 et mort en 1781 est un artilleur et officier général de l’armée britannique qui était major-général pendant la guerre d'indépendance des États-Unis. Fait prisonnier à Saratoga en 1777, il fait partie de la Convention Army (en) jusqu’à son échange avec le général américain Benjamin Lincoln en 1780. Il est mort du typhus le 13 mai 1781 à Petersburg.

## Guerre d'Indépendance américaine
Phillips a été promu au rang de major-général et envoyé à Québec en 1776, avec son ami le général Henry Clinton et le général John Burgoyne, pour être le commandant de toute l'artillerie dans la Province de Québec. Le gouverneur Guy Carleton l'a nommé responsable du chantier naval à St. John's où, avec le capitaine Sir Charles Douglas, il supervisa la construction de la petite flotte de navires qui ont combattu les Américains de Benedict Arnold à la Bataille de l'île Valcour. Plus tard, il a participé au la récupération de Fort Ticonderoga, où il a déclaré « où un bateau peut aller, un homme peut aller. Et où un homme peut aller, il est possible de faire glisser un fusil. »

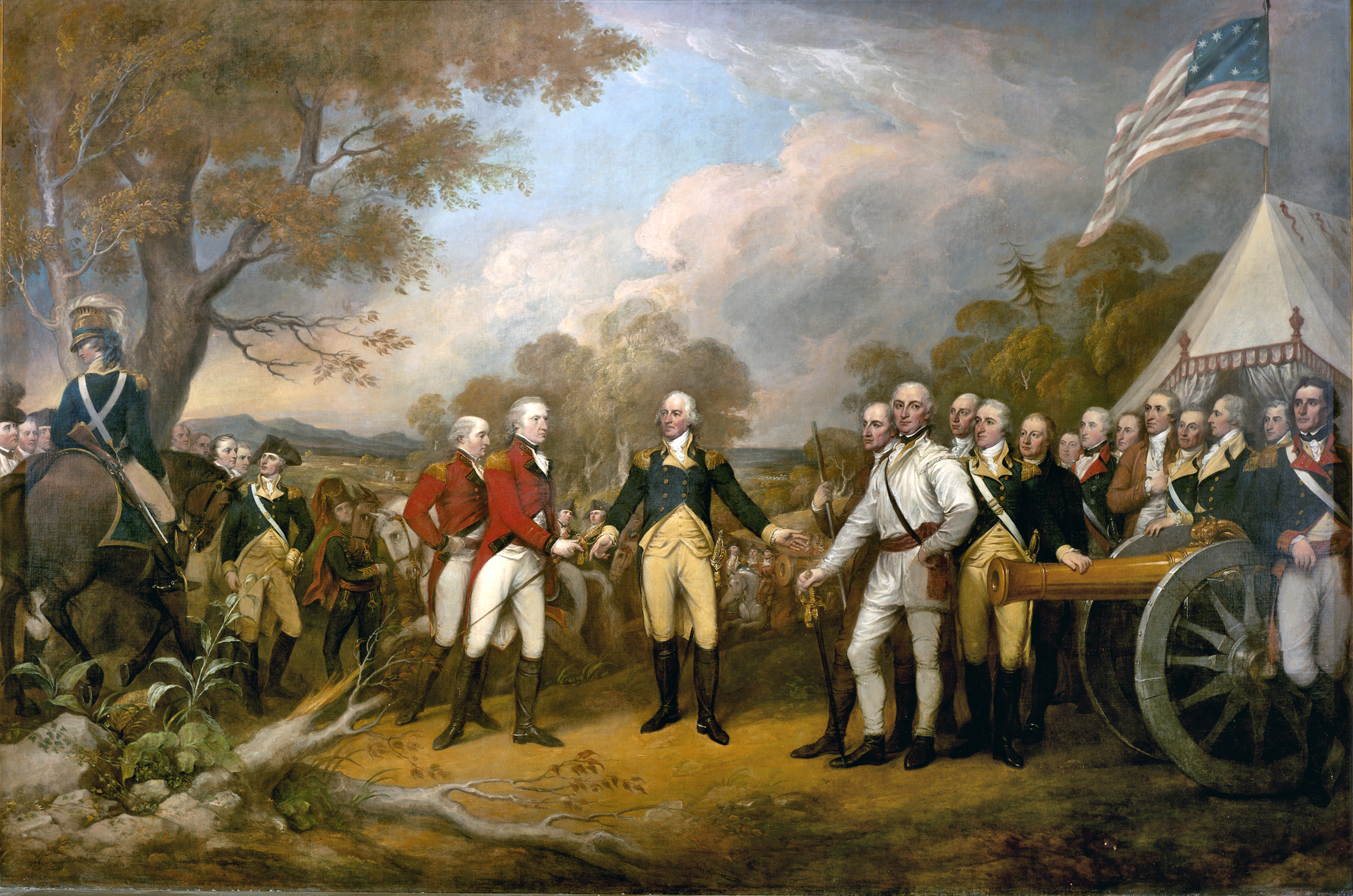
Reddition du Général Burgoyne
Phillips se trouve juste derrière Burgoyne, à gauche du centre

Dans le cadre de l'armée de Burgoyne, il fut capturé à la bataille de Saratoga en 1777. Il est représenté dans la peinture de la Reddition du général Burgoyne par John Trumbull,.
Il faisait alors partie de la Convention Army jusqu'à ce qu'il a été échangé contre le général américain Benjamin Lincoln en 1780. Alors qu'il était prisonnier en Virginie, il a été l'un des officiers britanniques qui a été diverti au domicile de Thomas Jefferson. Après l'échange, il était capable de combattre une fois de plus, et a été envoyé par Clinton de l'État de New York pour rencontrer le Général de brigade Benedict Arnold (qui était maintenant du côté britannique) dans la Virginie.
Alors que dans sa façon d'établir des liens avec le général Cornwallis, il a contracté l'une ou l'autre le typhus ou le paludisme, et est devenu si malade qu'Arnold devait mener ses hommes. Il est décédé le 13 mai 1781 à Petersburg en Virginie, cinq mois avant la Bataille de Yorktown, et y est enterré près du cimetière de Blandford.
Comme il était gravement malade, dans la maison appartenant à la famille qu'on appelle Bollingbrook Bolling, Armée britannique à Saint-Pétersbourg ont été bombardés par les canons du Marquis de Lafayette placés dans les hauteurs au nord de la rivière, aujourd'hui connu sous le nom de Colonial Heights en Virginie. Ses derniers mots prononcé après qu'un obus frappa la maison et tué un Afro-américain nommé Molly ont la réputation d'avoir été « ce garçon ne sera pas me laisser mourir en paix? » Molly et lui auraient été enterrés ensemble, pour empêcher l'identification. Thomas Jefferson le décrit comme « l'homme le plus fier de la plus grande nation sur terre ».